# Wiggle Honda/Saison 2013
Dieser Artikel listet den Kader und die Erfolge des Radsportteams Wiggle Honda in der Saison 2013 auf.

## Team
| Fahrerin                 | Geburtsdatum       | Nationalität           |
| ------------------------ | ------------------ | ---------------------- |
| Elinor Barker            | 7. September 1994  | Vereinigtes Königreich |
| Beatrice Bartelloni      | 5. Februar 1993    | Italien                |
| Giorgia Bronzini         | 3. August 1983     | Italien                |
| Emily Collins            | 16. September 1990 | Neuseeland             |
| Rochelle Gilmore         | 14. Dezember 1981  | Australien             |
| Mayuko Hagiwara          | 16. Oktober 1986   | Japan                  |
| Dani King                | 21. November 1990  | Vereinigtes Königreich |
| Lauren Kitchen           | 21. November 1990  | Australien             |
| Amy Roberts              | 24. Dezember 1994  | Vereinigtes Königreich |
| Joanna Rowell            | 5. Dezember 1988   | Vereinigtes Königreich |
| Anna-Bianca Schnitzmeier | 27. Juli 1990      | Deutschland            |
| Laura Trott              | 24. April 1992     | Vereinigtes Königreich |
| Linda Melanie Villumsen  | 9. April 1985      | Neuseeland             |

## Erfolge
| Datum         | Rennen                                   | Kat. | Siegerin         |
| ------------- | ---------------------------------------- | ---- | ---------------- |
| 3. März       | Omloop van het Hageland                  | 1.2  | Emily Collins    |
| 16. März      | Classica di Padova                       | 1.2  | Giorgia Bronzini |
| 27. April     | 1. Etappe Grand Prix Elsy Jacobs         | 2.1  | Giorgia Bronzini |
| 4. Mai        | Knokke-Heist-Bredene                     | 1.2  | Giorgia Bronzini |
| 9. Mai        | 2. Etappe Tour of Chongming Island       | 2.1  | Giorgia Bronzini |
| 16. Mai       | 1. Etappe Tour of Zhoushan Island        | 2.2  | Giorgia Bronzini |
| 16.–18. Mai   | Gesamtwertung Tour of Zhoushan Island    | 2.2  | Giorgia Bronzini |
| 20. Juni      | Britische Meisterschaft Einzelzeitfahren | CN   | Joanna Rowsell   |
| 1. Juli       | 2. Etappe Giro Donne                     | 2.1  | Giorgia Bronzini |
| 4. August     | 1. Etappe Route de France Féminine       | 2.1  | Giorgia Bronzini |
| 5. August     | 2. Etappe Route de France Féminine       | 2.1  | Giorgia Bronzini |
| 6. August     | 3. Etappe Route de France Féminine       | 2.1  | Giorgia Bronzini |
| 7. August     | 4. Etappe Route de France Féminine       | 2.1  | Giorgia Bronzini |
| 8. August     | 5. Etappe Route de France Féminine       | 2.1  | Giorgia Bronzini |
| 9. August     | 6. Etappe Route de France Féminine       | 2.1  | Giorgia Bronzini |
| 3. September  | 1. Etappe Tour de l’Ardèche              | 2.2  | Giorgia Bronzini |
| 7. September  | 6. Etappe Tour de l’Ardèche              | 2.2  | Giorgia Bronzini |
| 12. September | 1. Etappe Giro della Toscana             | 2.HC | Giorgia Bronzini |

Das Team schloss die UCI-Weltrangliste 2013 auf Rang fünf und den UCI-Weltcup 2013 auf Rang sieben ab.